# КРТ
КРТ (до листопада 2019 розшифровувалось як «Київська Русь. Телебачення») — закритий проросійський пропагандистський інформаційно-просвітній телеканал в Україні.
З 21 серпня 2020 року, після заборони каналу Національною радою України з питань телебачення і радіомовлення, ця медіаструктура діє як новинний сайт krt.news та як проросійський YouTube-канал «КРТ», куди журналісти колишнього телеканалу до 1 вересня 2020 року викладали відео.

## Історія
Перша програма вийшла в етер телеканалу 26 квітня 2003 року о 6:30.
На каналі почалися транслювати різні просвітні, інформаційно-аналітичні, розважальні, дитячі та інші програми власного виробництва.
9 травня 2020 року канал показово об 11:00 почав прямий етер білоруського параду до Дня перемоги в Мінську. Під час трансляції цензурувалися ордени та медалі ветеранів та символ СРСР — серп і молот. У червні того ж року Національна рада України з питань телебачення і радіомовлення почала перевірку каналу.
12 червня 2020 року канал розпочав трансляцію інформаційно-аналітичної програми «Гаряча лінія» на тему ЛГБТ в Україні. У коментарях ведучих програми містилися ознаки гомофобії, за що Нацрада знову призначила перевірку.
30 липня 2020 року Національна рада України з питань телебачення і радіомовлення не проголосувала за продовження ліцензії каналу (5 — «Проти», 3 — «Утримались»). Голова Нацради Ольга Герасим'юк сказала, що для розгляду питання про відмову в продовженні ліцензії потрібно запросити на засідання представників компанії та дати їм можливість висловити аргументи. Тож члени Нацради перенесли питання на наступне засідання, на яке в режимі відеоконференції запросять представників КРТ.
20 серпня 2020 року Національна рада з питань телебачення і радіомовлення ухвалила рішення у відмові в продовженні ліцензії телеканалу. Наступного дня після цього було припинено мовлення телеканалу у кабельних мережах та на супутнику.
У лютому 2021 року YouTube-мовлення зупинилося на тиждень через скарги на канал у зв'язку з дезінформацією про COVID-19.

## Логотипи
Телеканал змінив 8 логотипів. Перебували у правому верхньому куті екрана.
| Логотип | Опис |
| ------- | --- |
|         | З 26 квітня 2003 до 5 вересня 2004 року логотипом було стилізоване зображення бані церкви жовтого кольору зі словом «КРТ» жовтим шрифтом.                                                                                |
|         | З 6 вересня 2004 до 4 травня 2008 року використовувався той самий логотип, але баня зменшилася та стала золотого кольору, до неї додалися золоті лінії, а слово «КРТ» збільшилось та мало змінений шрифт.                |
|         | З 5 травня 2008 до 2009 року логотипом було напівпрозоре слово «КРТ», написане жирним білим шрифтом. |
|         | З 2009 року до 5 грудня 2010 і з 18 листопада 2011 до 30 вересня (а також 13 та 14 листопада) 2019 року логотипом був синій квадрат, на якому написана абревіатура «КРТ» білим шрифтом.                                  |
|         | З 6 грудня 2010 до 17 листопада 2011 року логотипом був білий трикутник з чорним зменшеним трикутником в середині, поруч слово «КРТ» чорним шрифтом.                                                                     |
|         | З 1 жовтня до 12 листопада 2019 року логотипом був білий напис «Київська Русь», ліворуч якого зображення Сонця, а праворуч — сірий напівпрозорий квадрат, всередині якого була написана абревіатура «КРТ» білим шрифтом. |
|         | З 15 листопада 2019 до 21 серпня 2020 року логотипом було жовте коло, на якому написана абревіатура «КРТ» чорним шрифтом.                                                                                                |

## Власники
Телеканал відомий своєю непрозорою структурою власності, зокрема, через це у мовника у 2016 році були проблеми з Нацрадою ТБ та радіомовлення у питанні продовження їхньої ліцензії. «КРТ» належить ТОВ «Телестудія „Астра-ТБ“», що своєю чергою належить донецькій компанії ТОВ «Українська промислово-правова група». За інформацією українських ЗМІ, кінцевим бенефіціаром телеканалу є Віталій Захарченко, хоча сам канал це заперечує.